# Пегов Семен Володимирович
Пегов Семен Володимирович (рос. Семён Владимирович Пєгов; нар. 9 вересня 1985 року, Смоленськ, РРФСР) — російський пропагандист та письменник. Працював на проєкті WarGonzo, спрямованому переважно на висвітлення військової тематики та конфліктів. Веде телеграм-канал, який пов'язують з російськими спецслужбами.
З 15 січня 2023 року перебуває під санкціями РНБО за антиукраїнську діяльність.

## Біографія
Семен Пєгов народився 9 вересня, 1985 року в місті Смоленськ. Закінчив філологічний факультет Смоленського державного університету. З 2006 по 2008 рік працював тележурналістом ВГТРК в Смоленську. У 2008 році в ході російської агресії проти Грузії був направлений до окупованої Абхазії працювати на місцевому телеканалі. У 2014 році під час російської агресії проти України працював кореспондентом для каналу LifeNews, пов'язаного з Кремлем. У 2017 році після закриття сайту Семен очолив новостворений проєкт WarGonzo, що спеціалізується на тематиці війни та належить російському медіамагнату вірменського походження Араму Габрелянову.
У 2014 році Пєгов попав до числа 300 працівників медіа, що таємно були нагородженні медаллю російського ордену «За заслуги перед вітчизною» «за об'єктивне висвітлення подій в Криму»
В грудні 2021 року Семен був затриманий молдавськими спеціальними службами в аеропорту Кишиніва. Він прямував на свій рейс до Москви, його відпустили після обшуку та допиту.

## В Білорусі
В серпні 2021 року Пєгова затримала білоруська міліція під час протестів у Мінську, його відпустили завдяки втручанню МЗС РФ та журналістів. Про це офіційно заявив посол РФ в Білорусії Дмитро Мезєнцев.

## Робота в Нагірному Карабаху
У вересні 2020 року Пєгов відправився в зону нагірнокарабаського конфлікту, де, висвітлюючи події, використовував переважно сепаратистські наративи.
12 жовтня 2020 року після аналізу декількох відеоматеріалів кореспондента, в яких він закликав до розколу територіальної цілісності країни, Генеральна прокуратура Азербайджану порушила кримінальну справу проти Пєгова. Через в'їзд на територію Нагірного Карабаху без офіційного дозволу, журналістом було порушено закон «Про державний кордон Азербайджанської республіки» та Міграційний кодекс Азербайджанської республіки.

## В Україні
В січні 2022 Пєгов поширив у телеграмі фейк, наче українська влада навмисно озброює територіальну оборону для того, щоб вбивати мирне населення Донбасу і попередив про «майбутню різню». Це повідомлення активно поширювали в російських медіа.
18 лютого 2022 року він опублікував відео, в якому демонструвалася нібито атака українських спецслужб на так званого голову народної міліції «ДНР» Дениса Синенкова в Донецьку. Пізніше це стало однією з низки фейкових новин, які мали на меті створити імідж агресивної України і таким чином виправдати повномасштабну агресію РФ проти України.
В квітні 2022 Пєгов поширив фотографії українських військовослужбовців, щоб показати нібито диверсантів полку «Азов», яких знищили російські окупаційні війська. За результатами аналізу знімків було встановлено, що українців було страчено пострілами в голову заради цієї публікації і ці фотографії були використані як один з елементів інформаційної війни проти України.
В своїх публікаціях часто намагається створити імідж України як неонацистської держави. Наприклад, в повідомленні про мобілізацію нових людей в окупаційні сили «ДНР» він зазначав, що вони будуть воювати проти «неонацистів»
В травні Пєгов намагався створити постановчий сюжет про нібито знищення українського БПЛА. Втім, відео потрапило в мережу повністю і на початку чітко видно, що російські військові чекають наказ від Пєгова, а потім за його командою відкривають вогонь в небо. Водночас жодного доказу знищення українського БПЛА в відео не було надано.
6 травня 2022 він опублікував чергове фейкове відео про нібито виявлену «секретну біолабораторію» в Маріуполі, де буцімто експерти НАТО проводили дослідження і розробляли біологічну зброю. Пізніше цю історію спростовано фактчекерами команди StopFake.
В червні 2022 Пєгов в ефірі найбільшого російського державного телеканалу «Перший канал» заявив, що влада Туреччини та США таємно переправляють бойовиків ІДІЛ для участі у війні проти РФ. Водночас він також зазначив, що нібито бачив прапор терористичного угруповання «Аль-Каїда» на позиціях полку «Азов» в Маріуполі.
Тоді ж Пєгов разом з одним із ватажків "ДНР" Артемом Жогою організував у Донецьку так званий "Республіканський центр безпілотних авіаційних систем", який назвали в честь загиблого у Волновасі Володимира Жоги, про який той так давно мріяв. Там готують інструкторів БПЛА та FPV-дронів для російської армії. Даний "навчальний заклад" знаходиться у приміщеннях колишньої будівлі факультету Донецького юридичного інституту. 
За словами Артема Жоги, деякі випускники даного "закладу" з часу початку його існування проходили своє бойове хрещення не лише на окупованих росіянами районах Донеччини та Луганщини, але ще й у країнах Африки.
В липні Пєгов намагався обвинувачувати ЗСУ у використанні заборонених фосфорних боєприпасів.
23 жовтня 2022 року, наступивши на міну, отримав поранення ноги на Донеччині. В результаті йому ампутували частину ноги.

## Санкції
15 січня 2023 року доданий до санкційного списку України.
3 лютого 2023 року генпрокуратура України заочно оголосила підозру Пегову за виправдовування війни РФ проти України.
23 червня 2023 року доданий до санкційного списку Європейського союзу.
27 червня 2023 року доданий до санкційного списку Швейцарії.

## Критика
В березні 2022 українська влада заблокувала доступ до каналу WarGonzo в YouTube. Пізніше, в травні адміністрація YouTube видалила цей канал з ресурсу.